# 格蘭迪縣 (愛阿華州)
格蘭迪縣（英語：Grundy County）位美國愛阿華州中部的一個縣。面積1,302平方公里。根据美國2000年人口普查，共有人口12,369人。縣治格蘭迪申特（Grundy Center）。
成立於1851年1月15日，縣政府成立於1856年12月25日。縣名紀念代表田納西州的聯邦眾議員、聯邦參議員、司法部長菲利克斯·格蘭迪。